# Дреники
Дре́ники — село в Україні, у Чуднівській міській територіальній громаді Житомирського району Житомирської області. Чисельність населення становить 102 особи (2001)

## Історія
До 11 липня 2018 року село входило до складу Стовпівської сільської ради Чуднівського району Житомирської області.